# London Stansted Airport
London Stansted Airport, London-Stansted eller blot Stansted (IATA: STN, ICAO: EGSS) er en britisk civil lufthavn, der betjener landets hovedstad, London. 
Lufthavnens landingsbane blev indviet i 1969. Lufthavnen er beliggende i Uttlesford, Essex, ca. 40 km. nordøst for London. Lufthavnen er ejet og drives af BAA, der ligeledes driver lufthavnene Heathrow og Gatwick. Det er den fjerdetravleste lufthavn i Storbritannien, målt på passagerer, efter Heathrow, Gatwick og Manchester Airport. I 2007 håndterede Stansted knap 23.779.697 passagerer. Lufthavnen er hub for et antal europæiske lavprisflyselskaber, heriblandt easyJet, Norwegian og Ryanair, der bruger den som sin primære hub. Selskaber som Air France-KLM og Lufthansa flyver ikke fra Stansted. SAS åbnede en rute fra Göteborg til Stansted i oktober 2015. Arkiveret 23. september 2015 hos  Wayback Machine FedEx er en dominerende operator af den transatlantiske fragtservice. 
I december 2003 publicerede den britiske regering en hvidbog som fastsatte den britiske politik for de næste 30 år. Regeringen gav sin opbakning til en massiv udbygning af lufttransporten. Specifikt støttede den en maksimal brug af Stansteds nuværende landingsbane og konstruktionen af en mere i 2011/2012. Dette vil tillade Stansted at håndtere flere passagerer end Heathrow gør i dag. Ved maksimal kapacitet vil den udvidede lufthavn kunne håndtere 80 mio. passagerer om året og en betydelig mængde af den britiske fragttrafik. Forslagene har medført at gruppen Stop Stansted Expansion er blevet dannet.
Lufthavnen er navngivet efter den lille by Stansted Mountfitchet. Den nærmeste større by er Bishop's Stortford.

## Historie
Stansted blev bygget af United States Army i 1942 under 2. verdenskrig som en bomberbase. I 1944 var der udstationeret mere end 600 fly. Basen spillede en stor rolle i Slaget om Normandiet.
Efter krigen var der ikke længere brug for basen og den blev overført til det britiske Air Ministry i 1947. Det amerikanske militær vendte tilbage i 1954 og udvidede landingsbanen for en mulig overdragelse til NATO, men dette blev aldrig gennemført og lufthavnen endte under kontrol af BAA i 1966.
Gennem 60'erne, 70'erne og de tidlige 80'ere havde Fire Service Training School (FSTS) base på den østlige side af lufthavnen.
I 1984 godkendte regeringen en plan der skulle udvikle Stansted i to etaper. Konstruktionen af den nuværende terminal begyndte i 1986 og var færdiggjort i 1991. Den er designet af Sir Norman Foster. Planerne indebærer også at der skal udvides med op til to landingsbaner mere. Hvis lokalrådet godkender planerne bør det tillade at passagerantallet vil kunne stige fra 12 mio. i 2000 til 74 mio. i 2030. 

### Stop Stansted Expansion
Stop Stansted Expansion er en kampagnegruppe som er er imod udvidelsen af Stansted Lufthavn. Deres mål er: "At udviklingen af Stansted Lufthavn skal ske indenfor stramme grænser som er bæredygtige og som beskytter livskvaliteten for beboere i store områder af Essex, Hertfordshire og Suffolk, at den kulturelle arv bevares og at miljø beskyttes.”

## Transport fra og til lufthavnen
Stansted har en jernbanestation under terminalen, med regelmæssig forbindelse til London og sjældnere forbindelse til Cambridge og Midlands. Toget til London kører hvert kvarter til Liverpool Street Station og turen tager 45 minutter. Der er desuden forbindelse med busser til Liverpool Street Station, som ofte er markant billigere end tog, men som også tager længere tid. Derudover er der også forbindelse til bl.a. King's Cross og Paddington Station med busser.